# Al otro lado del muro
Al otro lado del muro es una telenovela estadounidense producida por Telemundo Global Studios para Telemundo en el 2018. Es una historia original de Laura Sosa, dirigida por Luis Manzo y Nicolás Di Blassi y producida a cargo por David Posada. Se estrenó el 21 de febrero en sustitución de Sangre de mi tierra, y finalizó el 11 de junio de 2018 siendo reemplazada por la tercera temporada de Sin senos sí hay paraíso.
La trama aborda el tema de inmigración sobre dos mujeres que cruzan de México a los Estados Unidos para rehacer sus vidas.
Esta protagonizada por Marjorie de Sousa, Litzy, Guillermo Iván y Uriel del Toro, junto con Gabriel Porras, Gabriela Vergara y Daniela Bascopé en los roles antagónicos. Además cuenta con las actuaciones estelares de Khotan Fernández, Omar Germenos y la primera actriz Adriana Barraza.

## Trama
Una historia de mundos opuestos, de brechas culturales, de maneras distintas de ver la vida, que pretende reflejar el día a día de los migrantes que intentan abrirse paso en un mundo ajeno y muchas veces hostil. Una historia que cuenta la vida de dos mujeres que llegan a vivir a Estados Unidos: Una persiguiendo un sueño y la otra huyendo de una pesadilla.
Sofía Villavicencio (Marjorie de Sousa) es la flamante esposa del gobernador del Estado, Ernesto Martínez (Gabriel Porras). El día de la investidura, una mujer desesperada se acerca a Ernesto y le pide delante de toda la prensa que le ayude a encontrar a su hija secuestrada, acusando a uno de sus asesores, Juan Estévez (Omar Germenos), de estar detrás de su desaparición. Este suceso es el primero que hace sospechar a Sofía de la verdadera identidad de su marido. Poco a poco, Sofía irá descubriendo junto con la ayuda de Joel Benítez (Guillermo Iván), un miembro encubierto de la Interpol, que los empleados de su marido y en especial Paula Duarte (Gabriela Vergara) -amante y cómplice de Ernesto- están detrás de una red de tráfico de menores, con la que Ernesto se ha aprovechado para financiar su campaña que lo ha llevado hasta el poder de su gobernatura.
Tras escapar de una persecución a manos de sus enemigos, Sofía cruza la frontera con su hija Alondra (Regina Orquín) hasta Los Ángeles, huyendo de Ernesto y desde donde hará todo lo posible para acabar con la red de tráfico de menores en la que su marido está implicado, pero ahora sin el apoyo de Joel, ya que él cree que Sofía mató a su hermana.
Por otra parte, Eliza es pastelera de profesión y ama de casa. Decide establecerse en el extranjero junto a sus hijos y su esposo Max (Khotan Fernández), ignorando que este lleva una doble vida. Antes de cruzar la frontera, Sofía le da un CD a Eliza, el cual contiene las pruebas suficientes para hundir a Ernesto. Desde este punto y para siempre, Eliza y Sofía unen sus vidas para poderse ayudar mutuamente, aunque «cada quien tiene su historia Al otro lado del muro».

## Reparto
- Marjorie de Sousa como Sofía Villavicencio / Alejandra Miranda
- Litzy como Eliza Romero
- Gabriel Porras como Ernesto Martínez
- Adriana Barraza como Carmen Rosales de Romero
- Guillermo Iván como Joel Benítez
- Uriel del Toro como Andrés Juárez
- Omar Germenos como Juan Estévez
- Gabriela Vergara como Paula Duarte
- Khotan Fernández como Max Sullivan
- Daniela Bascopé como Jennifer Suárez
- Daniela Wong como Alondra Martínez
  - Regina Orquín como Alondra Martínez, niña
- Ana María Estupiñán como Karina Sullivan
  - Sofía Osorio como Karina Sullivan, niña
- Jullye Giliberti como Lorena Agudelo
- Christopher Millán como Richard García
- Carlos Acosta-Milian como Coronel Sánchez
- Ed Trucco como Patrick O'Hara
- Jonathan Freudman como Julián Martínez
  - Emmanuel Pérez como Julián Martínez, niño
  - Samuel Sadovnik como Tomás Sullivan, niño
- Mauricio Novoa como Tomás Sullivan 
  - Gael Sánchez como Tomás Sullivan, niño
- Gustavo Pedraza como Steve Williams
- Francisco Porras como Pastrana
- Elías Campos como Sixty Six
- Edward Nutkewigz como Irving Cummings
- Daniella Macías como Frida
- Thamara Aguilar como María Hernández
- Alexis Vanegas como Santiago Juárez 
  - Fernando Flores como Santiago Juárez, niño
- Ana González como Irene Benítez
- Argelia García como Margarita
- Noah Rico como Charly Sullivan

## Episodios
| Parte 1 |                                     |                       |      |
| 1       | «Dos vidas, un destino»             | 21 de febrero de 2018 | 1.42 |
| 2       | «Sofía denuncia a su marido»        | 22 de febrero de 2018 | 1.14 |
| 3       | «Un francotirador mata a Irene»     | 23 de febrero de 2018 | 1.27 |
| 4       | «Eliza continúa su viaje a EE. UU.» | 26 de febrero de 2018 | 1.32 |
| 5       | «Sofía trata de escapar»            | 27 de febrero de 2018 | 1.16 |
| 6       | «Sofía es blanco de un atentado»    | 28 de febrero de 2018 | 1.36 |
| 7       | «Sofía tiene un amante»             | 1 de marzo de 2018    | 1.26 |
| 8       | «Sofía y su hija cruzan el muro»    | 2 de marzo de 2018    | 1.33 |
| 9       | «Eliza espera encontrar a Max»      | 5 de marzo de 2018    | 1.33 |
| 10      | «Ernesto intenta matar a Joel»      | 6 de marzo de 2018    | 1.28 |
| 11      | «Culpan a Sofía de asesinato»       | 7 de marzo de 2018    | 1.13 |
| 12      | «Eliza está embarazada»             | 8 de marzo de 2018    | 1.16 |
| 13      | «Joel cerca de dar con Sofía»       | 9 de marzo de 2018    | 1.05 |
| 14      | «Joel arresta a Sofía»              | 12 de marzo de 2018   | 1.12 |
| 15      | «El gobernador ataca a Sofía»       | 13 de marzo de 2018   | 1.10 |
| 16      | «Sofía se declara culpable»         | 14 de marzo de 2018   | 1.12 |
| Parte 2 |                                     |                       |      |
| 17      | «Eliza encuentra a Max»             | 15 de marzo de 2018   | 1.12 |
| 18      | «Sofía trabaja de incógnito»        | 16 de marzo de 2018   | 1.14 |
| 19      | «Eliza está furiosa con Max»        | 19 de marzo de 2018   | 1.20 |
| 20      | «Max y Rodrigo se reconocen»        | 20 de marzo de 2018   | 1.32 |
| 21      | «Eliza confiesa todo sobre Max»     | 21 de marzo de 2018   | 1.36 |
| 22      | «Joel propone tregua a Sofía»       | 22 de marzo de 2018   | 1.21 |
| 23      | «Jennifer agrede a Eliza»           | 23 de marzo de 2018   | 1.03 |
| 24      | «Alondra enfrenta a Ernesto»        | 26 de marzo de 2018   | 1.18 |
| 25      | «Joel rescata a Alondra»            | 27 de marzo de 2018   | 1.23 |
| 26      | «Eliza y Max se reconcilian»        | 28 de marzo de 2018   | 1.15 |
| 27      | «Sofía y Joel otra vez juntos»      | 29 de marzo de 2018   | 1.05 |
| 28      | «Joel tiene otra mujer»             | 30 de marzo de 2018   | 0.87 |
| 29      | «"Una sorpresa para Eliza»          | 2 de abril de 2018    | 1.15 |
| 30      | «Sofía cambia su identidad»         | 3 de abril de 2018    | 1.07 |
| 31      | «Ernesto ve a Alejandra»            | 4 de abril de 2018    | 1.21 |
| 32      | «Apuñalan a Max frente a Eliza»     | 5 de abril de 2018    | 1.16 |
| 33      | «Alondra odia a su padre»           | 6 de abril de 2018    | 0.99 |
| 34      | «Sofía desilusiona a Joel»          | 9 de abril de 2018    | 1.26 |
| 35      | «Alondra ve a Alejandra»            | 10 de abril de 2018   | 1.13 |
| 36      | «Karina teme ser deportada»         | 11 de abril de 2018   | 1.12 |
| 37      | «Max sorprende a Eliza»             | 12 de abril de 2018   | 1.11 |
| 38      | «Ernesto sospecha de Alejandra»     | 13 de abril de 2018   | 1.01 |
| 39      | «Sofía espía a Ernesto»             | 16 de abril de 2018   | 1.19 |
| 40      | «Eliza conoce a Alejandra»          | 17 de abril de 2018   | 1.16 |
| 41      | «Max da su apellido a Rodrigo»      | 18 de abril de 2018   | 1.25 |
| 42      | «Alondra va a vivir con Ernesto»    | 19 de abril de 2018   | 1.25 |
| 43      | «Sofía cae en las redes de Joel»    | 20 de abril de 2018   | 1.04 |
| 44      | «Alondra busca la verdad»           | 23 de abril de 2018   | 1.14 |
| 45      | «Max se compromete con Eliza»       | 24 de abril de 2018   | 1.21 |
| 46      | «Jennifer engaña a Eliza»           | 25 de abril de 2018   | 1.25 |
| 47      | «El sacrificio de Rodrigo»          | 27 de abril de 2018   | 1.05 |
| 48      | «La trampa de Sofía»                | 30 de abril de 2018   | 1.11 |
| 49      | «Ordenan matar a Alejandra»         | 1 de mayo de 2018     | 1.07 |
| 50      | «Eliza abofetea a Jennifer»         | 2 de mayo de 2018     | 1.29 |
| 51      | «Eliza rompe con Max»               | 3 de mayo de 2018     | 1.16 |
| 52      | «Joel desconfía de Sofía»           | 4 de mayo de 2018     | 1.01 |
| 53      | «Alejandra ilusiona a Ernesto»      | 7 de mayo de 2018     | 1.20 |
| 54      | «Ernesto presiona a Alejandra»      | 8 de mayo de 2018     | 1.22 |
| 55      | «Sofía y Joel arriesgan la vida»    | 9 de mayo de 2018     | 1.20 |
| 56      | «Cae rey del tráfico de niños»      | 10 de mayo de 2018    | 1.09 |
| 57      | «Alondra halla pistas de Sofía»     | 11 de mayo de 2018    | 1.08 |
| 58      | «Jennifer evita que la atrapen»     | 14 de mayo de 2018    | 1.05 |
| 59      | «Lorena confiesa su error»          | 15 de mayo de 2018    | 1.10 |
| 60      | «Eliza amenaza de muerte a Max»     | 16 de mayo de 2018    | 1.12 |
| 61      | «Eliza confirma sus sospechas»      | 17 de mayo de 2018    | 1.21 |
| 62      | «Jennifer expone a Eliza»           | 18 de mayo de 2018    | 1.07 |
| 63      | «El socio de Eliza propone boda»    | 21 de mayo de 2018    | 1.09 |
| 64      | «Sofía sufre por Alondra»           | 22 de mayo de 2018    | 1.11 |
| 65      | «La tragedia une a Sofía y Joel»    | 23 de mayo de 2018    | 1.15 |
| 66      | «Eliza se casará con Andrés»        | 24 de mayo de 2018    | 1.16 |
| 67      | «Alondra echa a Sofía»              | 25 de mayo de 2018    | 0.98 |
| 68      | «Peligra la vida de Alondra»        | 28 de mayo de 2018    | 1.05 |
| 69      | «Max se divorcia de Eliza»          | 29 de mayo de 2018    | 1.21 |
| 70      | «Sofía se casará con el enemigo»    | 30 de mayo de 2018    | 1.16 |
| 71      | «Joel oye la verdad sobre Irene»    | 31 de mayo de 2018    | 1.12 |
| 72      | «Lorena destruye las pruebas»       | 1 de junio de 2018    | 0.94 |
| 73      | «Joel le pide perdón a Sofía»       | 4 de junio de 2018    | 1.12 |
| 74      | «Sofía oculta su boda a Joel»       | 5 de junio de 2018    | 1.13 |
| 75      | «Sofía droga a Ernesto»             | 6 de junio de 2018    | 1.08 |
| 76      | «Atacan a Alejandra y a su hija»    | 7 de junio de 2018    | 1.11 |
| 77      | «El rescate de Alondra»             | 8 de junio de 2018    | 1.13 |
| 78      | «Eliza y Andrés se casan»           | 11 de junio de 2018   | 1.48 |

## Producción
La telenovela fue confirmada durante el Upfront de Telemundo para la temporada de televisión 2017-2018. Meses después, la producción de la telenovela inició el 9 de octubre de 2017, no obstante días antes, se confirmó a Marjorie de Sousa como una de las protagonistas y la primera telenovela en el que actúa para Telemundo. Anteriormente, de Sousa había trabajado en los inicios de su carrera en Venezuela, a través de Venevisión, para luego formar parte de Televisa en México durante algunos años. El 16 de octubre de 2017, se confirmó a Litzy como la segunda protagonista, después de haber participado en Señora Acero como parte de su reparto principal. Al día siguiente, se confirma a Gabriel Porras como parte del reparto principal de la telenovela. Acorde a la revista People en Español, la telenovela estelarizará a 6 actores de los cuales ya se conocen tres y que debutarían como protagonistas: Uriel del Toro, Guillermo Iván y Adriana Barraza, quienes anteriormente actuaron en producciones para Telemundo. La producción finalizó grabaciones el 8 de febrero de 2018. El tráiler oficial fue lanzado el 7 de febrero de 2018.

## Audiencia
| Temporada | Horario (ET/CT)        | Episodios | Primera emisión       | Primera emisión      | Última emisión      | Última emisión       | Prom. de espectadores (millones) |
| Temporada | Horario (ET/CT)        | Episodios | Fecha                 | Audiencia (millones) | Fecha               | Audiencia (millones) | Prom. de espectadores (millones) |
| --------- | ---------------------- | --------- | --------------------- | -------------------- | ------------------- | -------------------- | -------------------------------- |
| 1         | lunes a viernes 9pm/8c | 78        | 21 de febrero de 2018 | 1.42                 | 11 de junio de 2018 | 1.48                 | 1.16                             |

## Premios y nominaciones

### International Emmy Awards 2019
| Categoría                                                                                     | Nominados    | Resultados |
| --------------------------------------------------------------------------------------------- | ------------ | ---------- |
| Mejor programa estelar de habla no inglesa (Best Non-English Language U.S. Primetime Program) | David Posada | Nominado   |